# 萨姆·巴尔特
小塞缪尔·巴尔特（英語：Samuel Balter Jr.，1909年10月15日—1998年8月8日），出生于密歇根州底特律，美国篮球运动员、体育评述员，曾代表美国参加1936年夏季奥运会男子篮球比赛。 